# Rhaucoides devillei
Rhaucoides devillei is een hooiwagen uit de familie Cosmetidae. De originele naamcombinatie (protoniem) was Erginus devillei Roewer, 1912, later Metarhaucus devillei (Roewer, 1912) in Roewer, 1923 of alternatief Rhaucus (Erginus) devillei (Roewer, 1912) in Henriksen 1932. Een volgende naamrecombinatie werd gepubliceerd als Rhaucoides devillei (Roewer, 1912) in Medrano, García, & Kury, 2022. Een junior subjectief synoniem is Erginus variatus Roewer 1912 (=Metarhaucus variatus (Roewer 1912)) in Medrano, García, & Kury, 2022.